# Luftrettung in der Schweiz

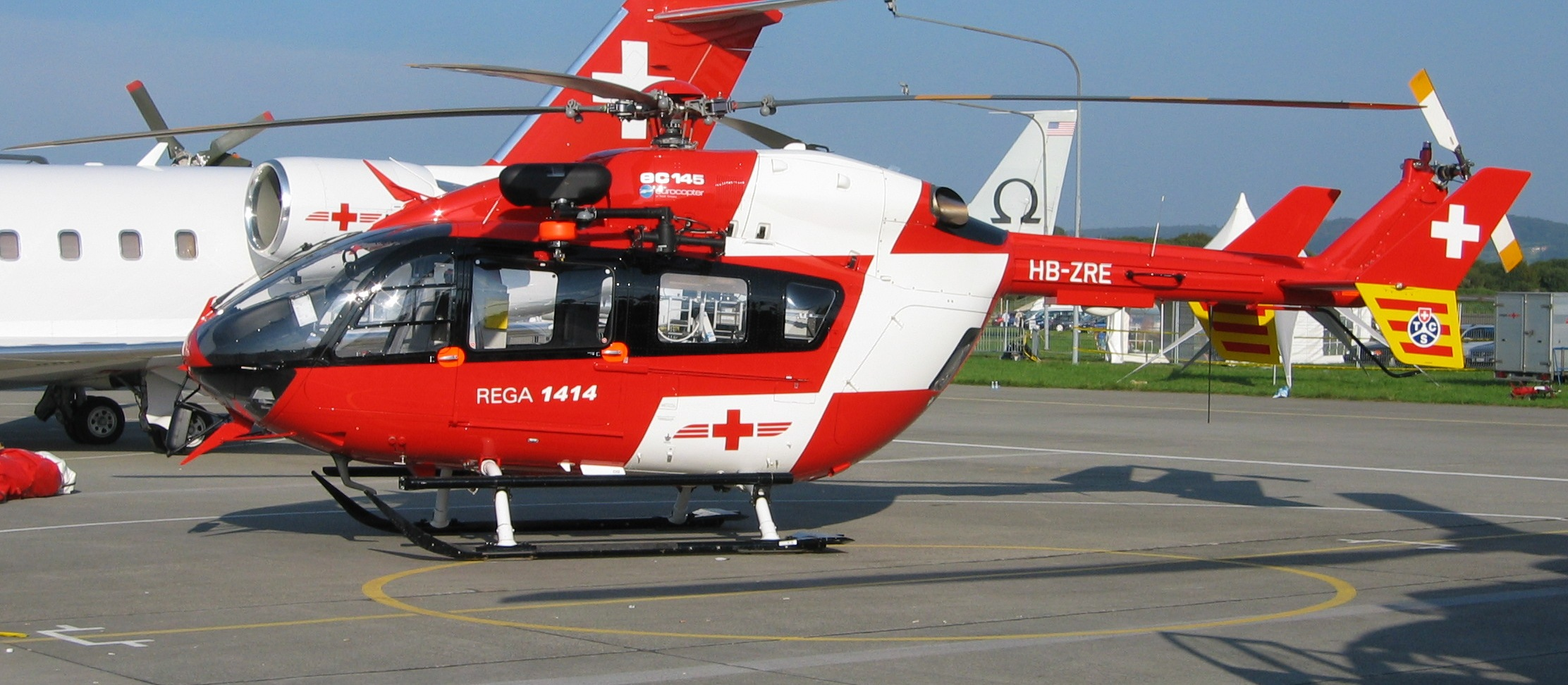
Rega 1 EC 145

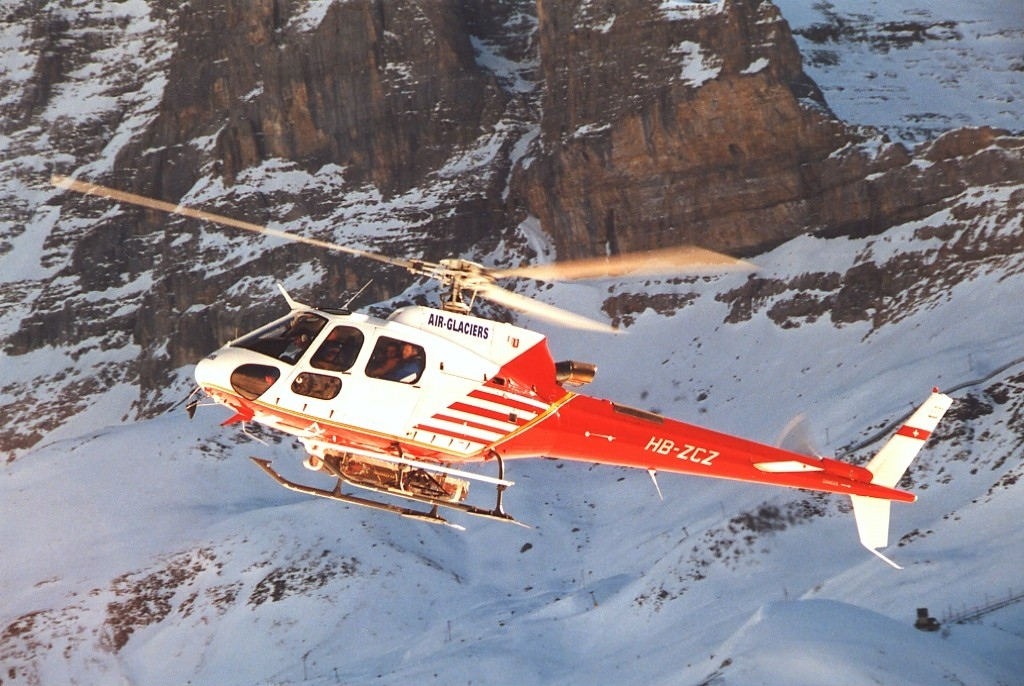
Rettungshubschrauber der Air-Glaciers

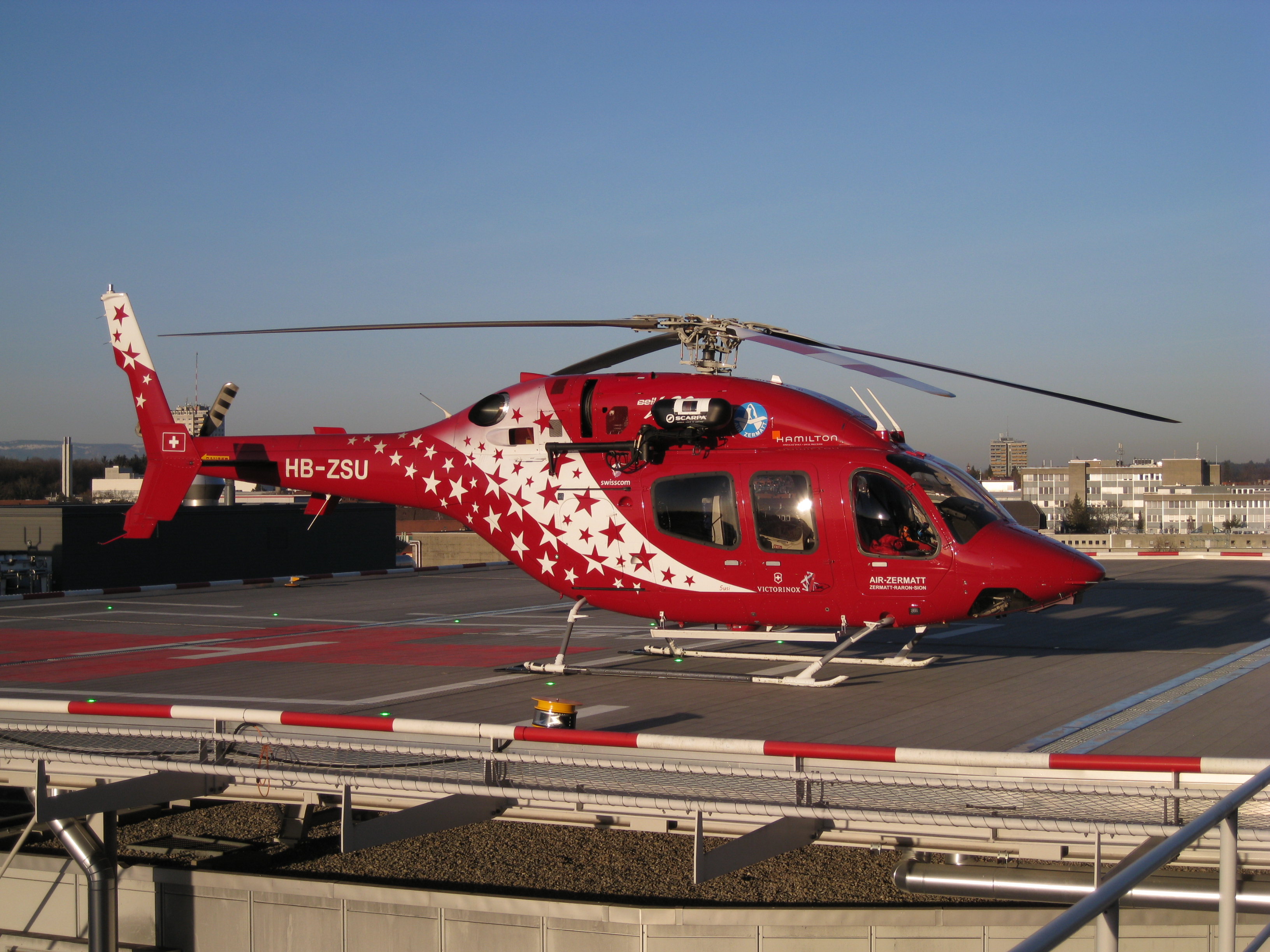
Rettungshubschrauber der Air Zermatt

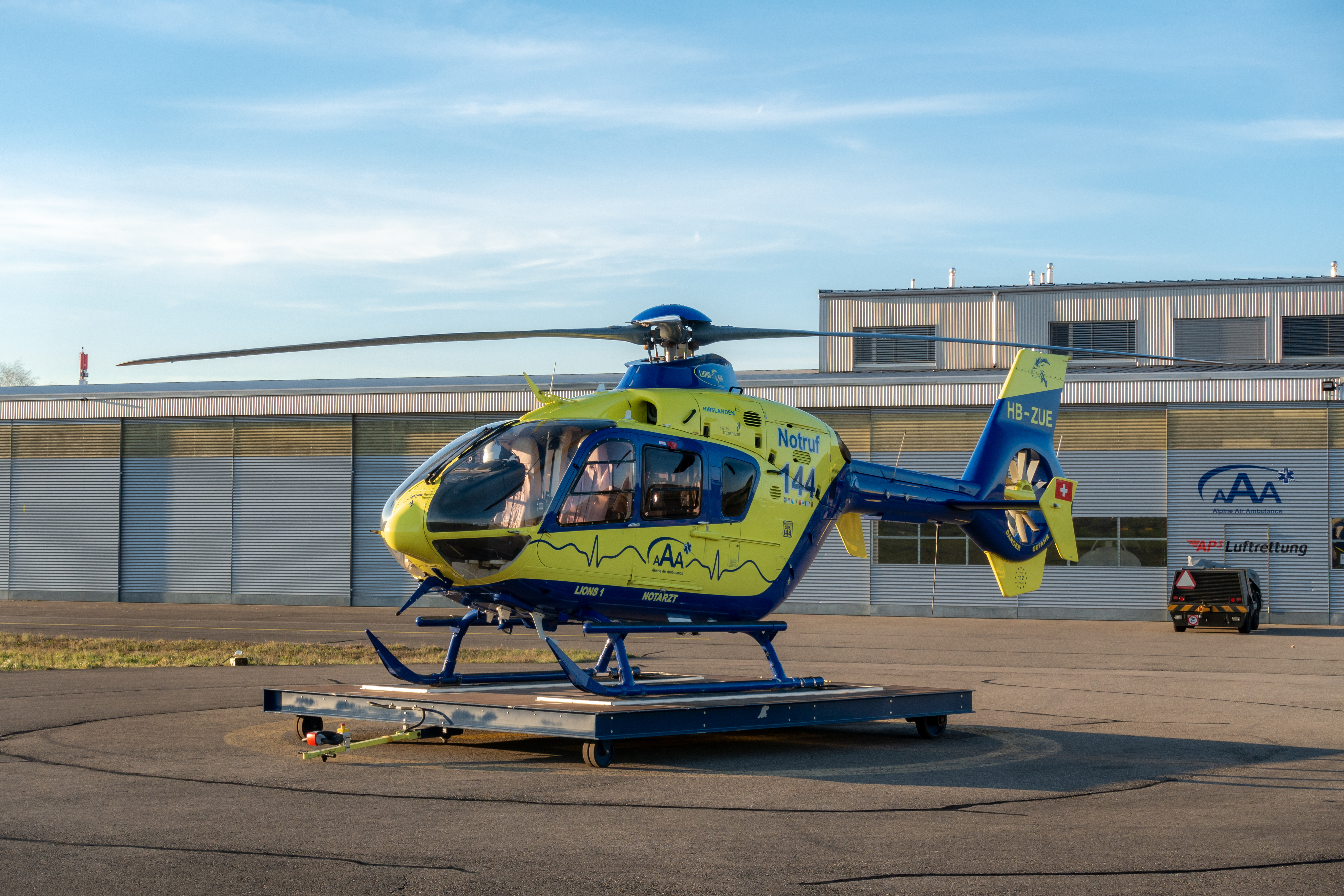
Der Rettungshubschrauber «LIONS 1» fliegt im Auftrag der Aargauer Sanitäts Notrufzentrale

Die Luftrettung in der Schweiz wird mehrheitlich von der Schweizerischen Rettungsflugwacht (Rega) oder deren Partnergesellschaften betrieben. Die Rega und ihre Partner können in der Schweiz über die Alarmnummer 1414 angefordert werden (Wallis 1410 Air Zermatt - Oberwallis, 1415 Air-Glaciers - Unterwallis). Für den Einsatz in Süddeutschland wird die Rega über die jeweiligen Rettungsleitstellen alarmiert.

## Betreiber
Die Schweizerische Rettungsflugwacht ist eine gemeinnützige private Stiftung für Luftrettung. Die Rega betreibt zwölf eigene Luftrettungsstationen und eine Luftrettungsstation in Meyrin bei Genf mit einem Partner. Eine Ausnahme bildet der Kanton Wallis, in dem die Air Zermatt und die Air-Glaciers für die Luftrettung zuständig sind. Air Glaciers verfügt über eine eigene Telefon Notrufnummer 1415. Die Rega betreibt auch eine Flotte von drei Ambulanzflugzeugen.

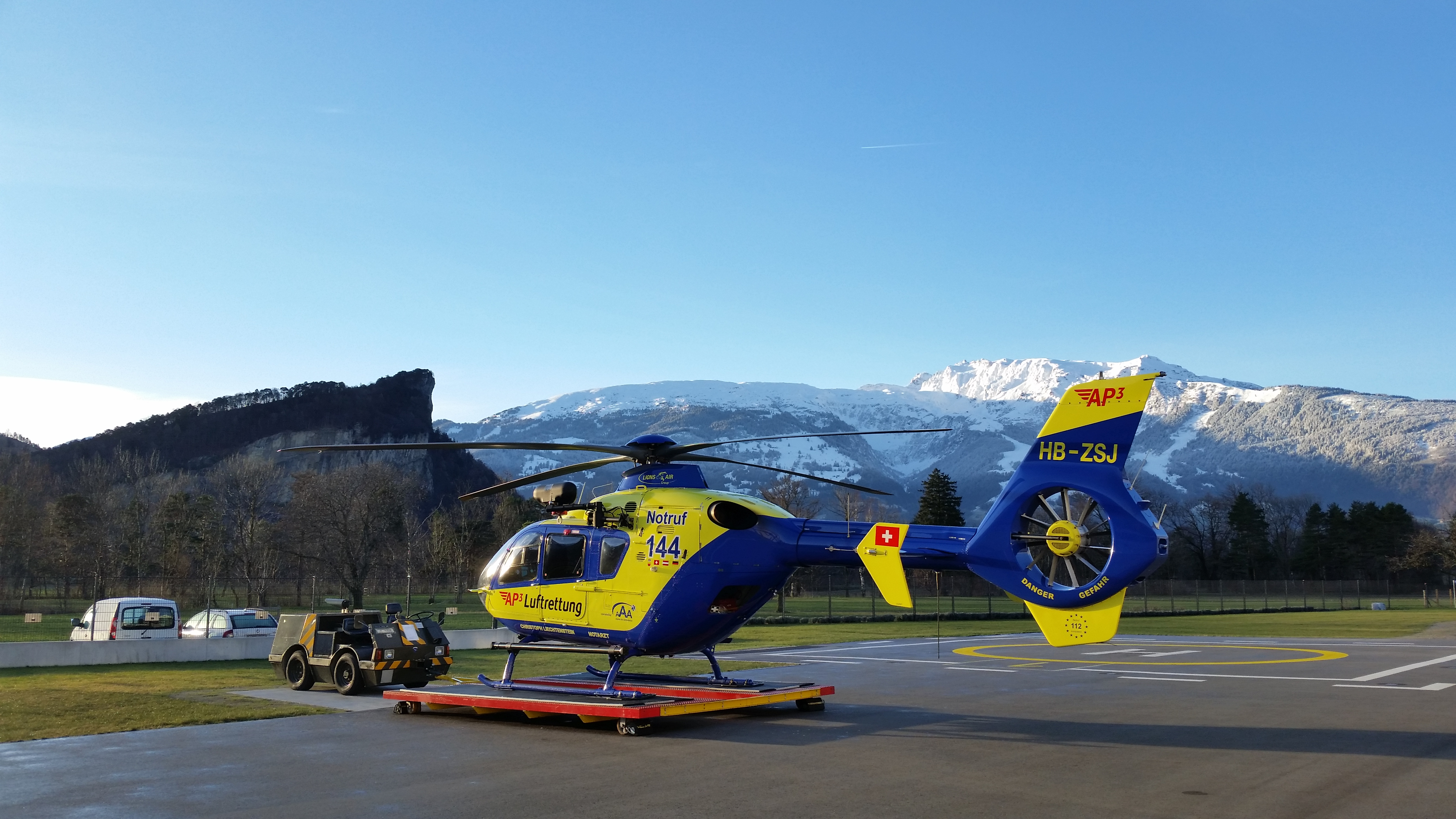
Christoph Liechtenstein am Heliport Balzers

Im Kanton Aargau betreibt seit dem 1. November 2011 die AAA Alpine Air Ambulance AG einen Intensivtransporthubschrauber (ITH) auf den Flugplatz Birrfeld. Die AAA Alpine Air Ambulance AG wurde im Jahr 2011 als Gemeinschaftsunternehmen des Touring Club Schweiz und der Lions Air Group AG  gegründet. Im April 2013 wurde der Betrieb zum primären Luftrettungsdienst als Rettungshubschrauber genehmigt und umgestellt. Im Dezember 2015 ist der Touring Club Schweiz als Aktionär aus der vor vier Jahren gemeinsam mit der Lions Air Group AG gegründeten AAA Alpine Air Ambulance AG ausgestiegen. Seit Dezember 2018 betreibt die AP3 Luftrettung die einen Rettungshubschrauber am Heliport Balzers in Liechtenstein im 24h-Betrieb, in diesem Zusammenhang wird der Hubschrauber neben der Primärrettung sowie Verlegungstransporten zeitweise auch für Organtransporte in der Schweiz eingesetzt. Der Flugbetrieb wird von der AAA Alpine Air Ambulance AG ausgeführt. Dieser Hubschrauber (Christoph Liechtenstein) ist der erste Standort der AP3 Luftrettung, einer Kooperation aus der deutschen DRF Luftrettung, der österreichischen ARA Flugrettung und der schweizerischen AAA Alpine Air Ambulance AG.

## Stützpunkte
| Rufname                     | Stadt         | Kanton | Betreiber                      | Stationierungsort                 | Lage                 | Internet            |
| --------------------------- | ------------- | ------ | ------------------------------ | --------------------------------- | -------------------- | ------------------- |
| Air Glaciers Collombey      | Collombey     | VS     | Air-Glaciers                   | Heliport Collombey                | 46.2685086 6.9593039 | [ 6 ]               |
| Air Glaciers Lauterbrunnen  | Lauterbrunnen | BE     | Air-Glaciers                   | Heliport Lauterbrunnen            | 46.5856886 7.911334  | Datenblatt          |
| Air Glaciers Saanen         | Saanen        | BE     | Air-Glaciers                   | Flugplatz Saanen                  | 46.4869541 7.244206  | [ 7 ]               |
| Air Glaciers Sion           | Sitten        | VS     | Air-Glaciers                   | Flughafen Sitten                  | 46.219592 7.326764   | Datenblatt          |
| Air Glaciers Gampel         | Gampel        | VS     | Air-Glaciers                   | Heliport Gampel                   |                      |                     |
| Air Glaciers Leysin         | Leysin        | VD     | Air-Glaciers                   | Heliport Leysin                   |                      |                     |
| Lima                        | Zermatt       | VS     | Air Zermatt                    | Heliport Zermatt                  | 46.029283 7.753272   | Datenblatt          |
| Lima Gampel                 | Gampel        | VS     | Air Zermatt                    | Heliport Gampel                   | 46.3100298 7.7248156 | Datenblatt          |
| Lions 1                     | Lupfig        | AG     | AAA Alpine Air Ambulance       | Flugplatz Birrfeld                | 47.444314 8.233641   | Datenblatt          |
| Rega 1                      | Dübendorf     | ZH     | Rega                           | Militärflugplatz Dübendorf        | 47.396434 8.637667   | Homepage Datenblatt |
| Rega 3                      | Belp          | BE     | Rega                           | Flughafen Bern-Belp               | 46.909652 7.504643   | Homepage Datenblatt |
| Rega 4                      | Lausanne      | VD     | Rega                           | Flugplatz Lausanne-La Blécherette | 46.547224 6.618205   | Homepage Datenblatt |
| Rega 5                      | Untervaz      | GR     | Rega                           | Heliport Untervaz                 | 46.912867 9.550879   | Homepage Datenblatt |
| Rega 6                      | Gordola       | TI     | Rega                           | Flugplatz Locarno                 | 46.162943 8.881767   | Homepage Datenblatt |
| Rega 7                      | St. Gallen    | SG     | Rega                           | Rega-Basis St. Gallen             | 47.405509 9.290324   | Homepage Datenblatt |
| Rega 8                      | Erstfeld      | UR     | Rega                           | Rega-Basis Erstfeld               | 46.834213 8.638252   | Homepage Datenblatt |
| Rega 9                      | Samedan       | GR     | Rega                           | Flugplatz Samedan                 | 46.530567 9.878954   | Homepage Datenblatt |
| Rega 10                     | Wilderswil    | BE     | Rega                           | Rega-Basis Wilderswil             | 46.670175 7.876188   | Homepage Datenblatt |
| Rega 11 (IR/EOS-Suchsystem) | Wilderswil    | BE     | Rega                           | Rega-Basis Wilderswil             | 46.670175 7.876188   |                     |
| Rega 12                     | Mollis        | GL     | Rega                           | Flugplatz Mollis                  | 47.07803 9.066596    | Homepage Datenblatt |
| Rega 13                     |               |        |                                |                                   |                      |                     |
| Rega 14                     | Zweisimmen    | BE     | Rega                           | Flugplatz Zweisimmen              | 46.555066 7.378917   | Homepage Datenblatt |
| Rega 15                     | Meyrin        | GE     | Rega / Universitätsspital Genf | Flughafen Genf                    | 46.237075 6.101746   | Homepage Datenblatt |
| Rega 16 (Winter)            | Untervaz      | GR     | Rega                           | Heliport Untervaz                 | 46.912867 9.550879   |                     |
| Rega 17 (Winter)            | Wilderswil    | BE     | Rega                           | Rega-Basis Wilderswil             | 46.670175 7.876188   | Homepage            |
| Rega 18                     | Sitten        | VS     | Rega / Héli-Alpes              | Flughafen Sitten                  | 46.219592 7.326764   | Homepage            |
| Rufname                     | Gemeinde      | Staat  | Betreiber                      | Stationierungsort                 | Lage                 | Internet            |
| Christoph Liechtenstein     | Balzers       | LIE    | AP³ Luftrettung                | Heliport Balzers                  | 47.0681 9.48111      | Datenblatt          |
| Rega 2                      | Saint-Louis   | FRA    | Rega                           | Flughafen Basel-Mülhausen         | 47.605813 7.522719   | Homepage Datenblatt |

## Sonstiges
Die erste alpine Luftrettung erfolgte im November 1946 beim Flugunfall auf dem Gauligletscher.